# 石井香織 (グラビアアイドル)
石井 香織（いしい かおり、1990年9月2日 - ）は、日本の元グラビアアイドル、女優。ウェブカムプロモーション → groove entertainment所属。アイドルユニット「ゆめ☆たまご」の元メンバー。千葉県出身。

## 略歴
2006年から2008年まで、サンケイスポーツの新人発掘サイト「サンスポドキュメント・アイドルスカウト」から生まれたアイドルユニット「ゆめ☆たまご」のメンバーとして活動。
2007年には、「SecondLifeアイドル」としてSecond Life関連のイベントに出演する等、Second Lifeのプロモーションに関わった。
2008年には、週刊ヤングジャンプの「セイコレ☆ジャパン」でファイナリストに選ばれた。
2010年6月30日付けで所属事務所のウェブサイトにおいて引退が発表された。

## 人物
- 趣味は料理、ギター、スポーツ。
- 特技はバレーボール、キックボクシング[3]。

## 活動

### イメージDVD
- Pure White（2007年7月20日、ゴマブックス）[7][8]
- コイビトツナギ（2008年5月、アイマックス）[1][3][9]
- 現役女子高生グラビア 石井香織18歳（2008年6月25日、アイマックス）[10]
- Message（2008年10月24日、竹書房）[1]
- Fresh! Eye（2009年2月25日、フレッシュメディア）[1][11]
- カオリリカル（2009年6月20日、ラインコミュニケーションズ）[12][13][14]
- カオリノミドコロ（2009年10月23日、ビーエムドットスリー）[2]
- fragrance（2010年1月22日、イーネットフロンティア）

### その他のDVD
- 女戦闘員物語 ～初陣～ debut（2007年11月9日、ZENピクチャーズ）[15]
- 女戦闘員物語 ～再会～ again（2007年11月23日、ZENピクチャーズ）[16]
- 本気萌えグラドルビーチバレー 熱闘篇（2009年5月27日、エスピーオー）[17]

### 写真集
- 主演 石井香織（2009年9月25日、彩文館）[18]

### 動画配信番組
- 勝ち抜き!アイドル天国!!ヌキ天（GyaO、2008年） - 15回及び17回に「ゆめ☆たまご」として出演[5][3]

### イメージガール
- 2008年BRPジャパン「SEA-DOO」イメージガール[5]